# Acanthobonellia rollandoe
Acanthobonellia rollandoe är en djurart som tillhör fylumet skedmaskar, och som beskrevs av Menon, P.K.B., A.K. Datta Gupta och P. Johnson 1964. Acanthobonellia rollandoe ingår i släktet Acanthobonellia och familjen Bonelliidae.
Artens utbredningsområde är Indiska oceanen. Inga underarter finns listade i Catalogue of Life.